# Auguste Sartory
Auguste Théodore Sartory, né à Limoges le 22 mai 1881 et mort à Strasbourg le 2 décembre 1950, est un microbiologiste et universitaire français, qui fut professeur à la faculté de pharmacie de Paris et doyen de la faculté de pharmacie de Strasbourg.
La plupart de ses travaux ont porté sur la cryptogamie et la microbiologie. Il est l'auteur de nombreux ouvrages et articles scientifiques.
Il est inhumé au cimetière Nord de Strasbourg, dans le quartier de Robertsau.

## Décoration
- Commandeur de la Légion d'honneur